# Lycaena
Lycaena Fabricius, 1807, è un genere di lepidotteri appartenente alla famiglia Lycaenidae, e diffuso in tutti i continenti, tranne il Sudamerica.

## Tassonomia
Le specie di Lycaena sono:
- Lycaena alciphron
- Lycaena alpherakyi
- Lycaena arota
- Lycaena asabinus
- Lycaena candens
- Lycaena cupreus
- Lycaena dione
- Lycaena dispar
  - Lycaena dispar aurata
  - Lycaena dispar festiva
- Lycaena dorcas
- Lycaena dospassosi
- Lycaena editha
- Lycaena gorgon
- Lycaena helle
- Lycaena helloides
- Lycaena hermes
- Lycaena heteronea
- Lycaena hippothoe
- Lycaena hyllus
- Lycaena li
- Lycaena margelanica
  - Lycaena margelanica margelanica
- Lycaena mariposa
- Lycaena nivalis
- Lycaena ophion
- Lycaena phlaeas
  - Lycaena phlaeas chinensis
  - Lycaena phlaeas daimio
  - Lycaena phlaeas phlaeoides
- Lycaena rubidus
- Lycaena sartha
- Lycaena solskyi
  - Lycaena solskyi fulminans
- Lycaena splendens
- Lycaena thersamon
- Lycaena thetis
- Lycaena tityrus
- Lycaena virgaureae
- Lycaena xanthoides